# Графство Равенсберг
Графство Равенсберг (на немски: Grafschaft Ravensberg) е територия на Свещената Римска империя през 1140-те – 1807 г. в Северен Рейн-Вестфалия, с резиденция първо замък Равенсберг, замък Спаренбург и след това град Билефелд.

## История
Създава се през 12 век, от 1346 г. е свързано с Херцогство Берг, от 1437 г. с Херцогство Юлих-Берг и от 1511 г. с Херцогство Клеве, от 1521 е към Херцогство Юлих-Клеве-Берг. От 1614 г. принадлежи към Бранденбург-Прусия, която през 1719 г. свързва графството заедно с Княжество Минден като Минден-Равенсберг. През 1807 г. чрез Наполеон I територията влиза в новото Кралство Вестфалия и през 1810 г. частично попада към Франция.

## Списък на графовете на Равенсберг

### Дом Калвелаге-Равенсберг
произлиза от графовете на Калвелаге и е собственик до 1252 г.
- до 1144 Херман I
- ок.1140 – ок.1170 Ото I
- ca.1160 – ок.1180 Хайнрих
- ок.1175 – ок.1220 Херман II
- ок.1220 – 1244 Ото II; управлява от 1226 само във Влото и Вехта
- ок.1220 – 1249 Лудвиг; управлява от 1226 само в Равенсберг
- 1249 – 1306 Ото III
- 1306 – 1328 Ото IV
- 1328 – 1346 Бернхард

### Дом Юлих(-Хаймбах)
1348 – 1395 в персоналунион с Берг, от 1437 с Юлих-Берг
- 1346 – 1360 Герхард I
- 1360 – 1408 Вилхелм I; преписва графството от 1395 на два сина един след друг
- 1395 – 1402 Адолф
- 1402 – 1428 Вилхелм II
- 1428 – 1475 Герхард II
- 1475 – 1511 Вилхелм III

### Дом (Клеве-)Марк
от 1521 като владетели на обединените херцогства Юлих-Клеве-Берг; 1609 – 1614 наследствен конфликт Юлих-Клеве
- 1511 – 1539 Йохан
- 1539 – 1592 Вилхелм (IV)
- 1592 – 1609 Йохан Вилхелм

### Дом Хоенцолерн
Курфюрстове от Бранденбург и пруските крале
- 1614 – 1619 Йохан Сигизмунд
- 1619 – 1640 Георг Вилхелм
- 1640 – 1688 Фридрих Вилхелм
- 1688 – 1713 Фридрих III; от 1701 като Фридрих I крал на Прусия
- 1713 – 1740 Фридрих Вилхелм I
- 1740 – 1786 Фридрих II
- 1786 – 1797 Вилхелм II
- 1797 – 1807 Фридрих Вилхелм III

След края на графството пруските крале носят титлата Граф цу Равенсберг, последно кайзер Вилхелм II до 1918 г.